# Schömberg, Greiz
Schömberg là một đô thị ở huyện Greiz, ở bang Thüringen, Đức. Đô thị này có diện tích 5 km², dân số thời điểm ngày 31 tháng 12 năm 2006 là 116 người.